# I Państwowe Liceum i Gimnazjum im. Mikołaja Kopernika we Lwowie
I Państwowe Liceum i Gimnazjum im. Mikołaja Kopernika we Lwowie – polska szkoła z siedzibą we Lwowie w okresie II Rzeczypospolitej, od 1938 o statusie gimnazjum i liceum ogólnokształcącego.

## Historia
Pierwotnie szkoła została utworzona w okresie zaboru austriackiego 7 listopada 1817. Miała wówczas charakter trzyletniej szkoły realnej i była wzorowana na szkole św. Anny z Wiednia. W 1835 została rozszerzona o Akademię Realną i Handlową (trzy roczne kursy), zaś w 1845 wcielona jako szkoła realna 2-klasowa do Akademii Technicznej, po czym odłączona od niej w 1856. Funkcjonowała w tym okresie w domu Darowskiego przy ul. Ormiańskiej 2 (po 1848 działał tam Dom Narodny). Około 1854/1856  została połączona w jeden zakład z 2-klasową niższą szkołą realną (dotąd działającą przy szkole wzorowej) i odtąd funkcjonowała jako „Wyższa Szkoła Realna”, początkowo 6-klasowa, od 1872 jako 7-klasowa. Od 1876 była ulokowana w gmachu przy ulicy Kamiennej 2, wybudowanym kosztem gminy miasta Lwowa. Od około 1908 szkoła funkcjonowała jako „C. K. I Wyższa Szkoła Realna”.
Po odzyskaniu przez Polskę niepodległości władze II Rzeczypospolitej w 1921 przekształciły szkołę w gimnazjum typu matematyczno-przyrodniczego, nadając jej patronat Mikołaja Kopernika i nazwę „I Gimnazjum matematyczno-przyrodnicze im. Mikołaja Kopernika we Lwowie”. Gimnazjum nadal funkcjonowało pod adresem ul. Kamiennej 2, a po przemianowaniu przy ul. Kubali 2.  W 1926 w gimnazjum prowadzono osiem klas w 14 oddziałach, w których uczyło się 480 uczniów wyłącznie płci męskiej. Gimnazjaliści nosili czapki-rogatywki w kolorze granatowym z niebieskim otokiem.
Zarządzeniem Ministra Wyznań Religijnych i Oświecenia Publicznego Wojciecha Świętosławskiego z 23 lutego 1937 „I Państwowe Gimnazjum im. Mikołaja Kopernika we Lwowie” zostało przekształcone w „I Państwowe Liceum i Gimnazjum im. Mikołaja Kopernika we Lwowie” (państwową szkołę średnią ogólnokształcącą, złożoną z czteroletniego gimnazjum i dwuletniego liceum), a po wejściu w życie tzw. reformy jędrzejewiczowskiej szkoła miała charakter męski, a wydział liceum ogólnokształcącego był prowadzony w typie matematyczno-fizycznym.
Do 1939 szkoła mieściła się pod adresem ulicy Ludwika Kubali 4 (obecna ulica Szuchewycza).
Po wybuchu II wojny światowej i agresji ZSRR na Polskę Sowieci ulokowali w zabudowaniach gimnazjum koszary.

## Dyrektorzy
- ks. N. Minasowicz (1817-1818)[2]
- Alojzy Aleksander Uhle (1818-1872)[2]
- dr Czesław Rodecki (1872-1889)[1][2]
- dr Karol Benoni (1889)[1][2]
- dr Teofil Gerstmann (1889-1906)[1][2]
- Artur Passendorfer (1906-1907)[1][2]
- Michał Rembacz (1907-1914)[1][2]
- Władysław Żłobicki (1914-1916)[1][2]
- Julian Mazurek (1916-1924)[1][2]
- Stanisław Ruxer (1924-1925)[1][2]
- dr Bazyli Kalicun-Chodowicki (1925-)[1][8][9]
- Mieczysław Ziemnowicz (1936-1937)[10]
- dr Emil Urich (1937-)[11]

## Nauczyciele
- Józef Drzewicki
- Kajetan Golczewski
- Aleksander Hirschberg
- Jakub Sandel
- Romuald Starkel

## Uczniowie i absolwenci
Absolwenci
- Tadeusz Argasiński – oficer (1913)
- Stanisław Bastgen – oficer (1880)
- Roman Feliński – architekt
- Adam Hoszowski – inżynier (1910)
- Rudolf Indruch – architekt (1910)
- Franciszek Leszek Klima – nauczyciel, geograf (1923)
- Mieczysław Limanowski – geolog (1897)
- Kazimierz Pirgo – inżynier (1899)
- Marian Hełm-Pirgo – oficer, inżynier (1915)
- Zdzisław Wincenty Przyjałkowski (1915 ekst.)
- Wilhelm Rückemann – oficer (1912)
- Eugeniusz Quirini (1915)
- Karol Schrötter – oficer (1904)
- Feliks Ścibałło – bronioznawca (1923)
- Kazimierz Zipser – inżynier (1892)
- Juliusz Zulauf (1915)

Uczniowie
- Alojzy Bunsch – rzeźbiarz
- Ludwik Makolondra – rzeźbiarz